# Delias kenricki
Delias kenricki är en fjärilsart som beskrevs av Talbot 1937. Delias kenricki ingår i släktet Delias och familjen vitfjärilar. Inga underarter finns listade i Catalogue of Life.